# Поґожель (Вармінсько-Мазурське воєводство)
Поґожель (пол. Pogorzel, нім. Hegelingen) — село в Польщі, у гміні Ґолдап Ґолдапського повіту Вармінсько-Мазурського воєводства.
Населення — 549 осіб (2011).
У 1975-1998 роках село належало до Сувальського воєводства.

## Демографія
Демографічна структура станом на 31 березня 2011 року:
|          | Загалом | Допрацездатний вік | Працездатний вік | Постпрацездатний вік |
| -------- | ------- | ------------------ | ---------------- | -------------------- |
| Чоловіки | 286     | 81                 | 184              | 21                   |
| Жінки    | 263     | 60                 | 151              | 52                   |
| Разом    | 549     | 141                | 335              | 73                   |